# Крамажини
Крамажини (пол. Kramarzyny, нім. Kremerbruch) — село в Польщі, у гміні Тухоме Битівського повіту Поморського воєводства.
Населення — 612 осіб (2011).
У 1975-1998 роках село належало до Слупського воєводства.

## Демографія
Демографічна структура станом на 31 березня 2011 року:
|          | Загалом | Допрацездатний вік | Працездатний вік | Постпрацездатний вік |
| -------- | ------- | ------------------ | ---------------- | -------------------- |
| Чоловіки | 315     | 79                 | 222              | 14                   |
| Жінки    | 297     | 69                 | 191              | 37                   |
| Разом    | 612     | 148                | 413              | 51                   |